# Pianura di Hetao
La pianura di Hetao (河套平原, Hetao pingyuan) è una stretta e fertile regione alluvionale situata lungo il corso medio del fiume Giallo, in Cina. A causa del sistema di irrigazione ivi costruito dagli antichi abitanti, viene chiamata anche «zona di irrigazione di Hetao» (河套灌区, Hetao guanqu). È costituita dalla pianura di Yinchuan (银川平原, Yinchuan pingyuan), nel Ningxia, dalla pianura di Houtao (后套平原, Houtao guanqu) e dalla pianura di Qiantao (前套平原, Qiantao guanqu), nella Mongolia Interna. Ricopre una superficie di circa 25.000 km² e costituisce un'importante regione agricola. Forma, assieme all'altopiano di Ordos, la parte meridionale dell'altopiano della Mongolia Interna.
Dal momento che Hetao (河套, Hétào) è una parola cinese che significa «curva», viene chiamata regione di Hetao (河套地区, Hetao Diqu) la parte superiore della grande ansa del fiume Giallo, situata nelle regioni autonome di Mongolia Interna e Ningxia.